# Siksto III.
Siksto III., papa od 31. srpnja 432. do 18. kolovoza 440.

## Životopis
Po rodu je Rimljanin, postao je svećenik, a po smrti pape Celestina I., 27. srpnja 432., izabran je jednoglasno za njegova nasljednika te nakon četiri dana posvećen za rimskog biskupa. Za vrijeme pontifikata borio se protiv heretičkog pelagijanizma i nestorijanizma. 433. godine pomiruje Crkvu u Aleksandriji i Antiohiji glede egzegeze Svetoga Pisma, ali naglašava i važnost toga da ostanu u suglasnosti s Rimskom Crkvom. U Efezu 431. donosi proglas o Božanskom majčinstvu Blažene Djevice Marijinog. Nakon obnove i nadogradnje liberijanske bazilike, posvećuje je Mariji Majci Božjoj. Za njegovo vrijeme se završavaju gradnje rimskih bazilika. Umro je 18. kolovoza 440. godine, a pokopan je kraj groba Sv. Lovre na Tiburtinskoj cesti. Proglašen je svetim, a spomendan mu je 28. ožujka.